# Chlorospin à bec court
Espèce
Statut de conservation UICN

 LC3.1 : Préoccupation mineure
Le Chlorospin à bec court (Chlorospingus parvirostris), anciennement appelé Tangara à bec court, est une espèce de passereaux appartenant à la famille des Passerellidae. 

## Habitat
Il vit dans les zones humides subtropicales ou tropicales d'altitude.

## Répartition et sous-espèces
Selon la classification de référence du Congrès ornithologique international (15.1, 2025) il se répartit en trois sous-espèces (ordre phylogénique) :
- C. p. huallagae Carriker, 1933 — Andes orientales de la Colombie au nord du Pérou ;
- C. p. medianus Zimmer, 1947 — centre des Andes péruviennes ;
- C. p. parvirostris Chapman, 1901 — cordillère Orientale du Pérou et de la Bolivie.